# Ruská literatura
Ruská literatura je označení pro veškerou literaturu psanou v ruském jazyce obyvateli Ruska nebo ruskými emigranty. Do ruské literatury se zahrnují i neruští spisovatelé z menších národů žijících na území Ruska nebo bývalého Sovětského svazu. V období od středověku do konce období klasicismu se o rozkvět ruské literatury starali hlavně ruští básníci a méně celosvětově známí spisovatelé. Od 30. let 19. století zaznamenala ruská literatura nebývalý rozmach a vstoupila do svého zlatého věku, který pokračoval až do počátku století dvacátého.

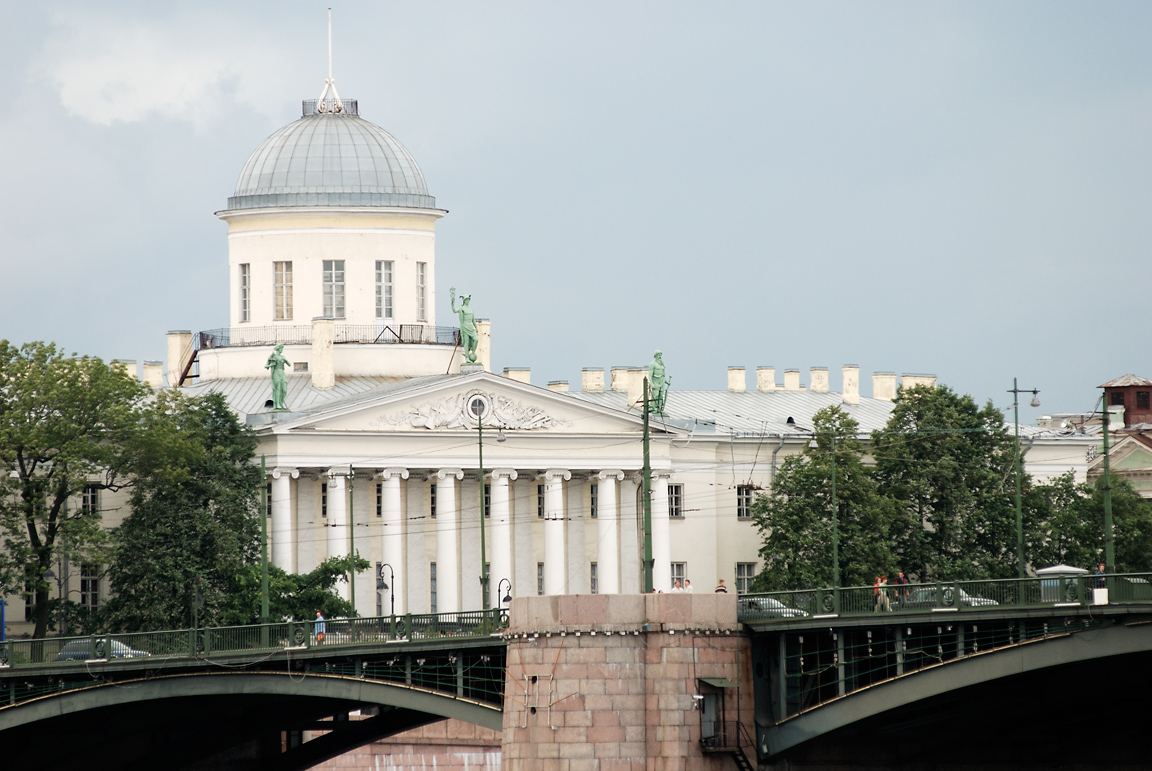
Institut ruského jazyka v Puškinově domě v Petrohradě

## Počátky ruské literatury (do roku 1700)
Více informací naleznete v článku Středověká literatura.
Ruská literatura se začala vyvíjet vlastně už v době, kdy Rusové ještě neznali písmo, formou lidové slovesnosti. Témata lidových básní byla buď mytologická (hlavně Slovanská mytologie), hrdinská a historická. Později přišlo na území Ruska křesťanství a to mělo na vývoj ruské literatury značný vliv, hlavně zavedením písma cyrilice. Přes příchod křesťanské víry se v ruské literatuře dodnes udržely vlivy starých slovanských mýtů, hlavně v ruských pohádkách.
Nejstarší díla ruské literatury byla sepsána kolem 12. století ve staroruském jazyce. Mezi ně patří například epos Slovo o pluku Igorově, náboženské dílo Život svatých (жития святых), soubor hrdinských epických básní Byliny. Byliny vlastně sjednocují starou pohanskou mytologii s křesťanskou věrouku a jsou sbírkou epických básní do té doby šířených mezi lidem pouze ústně. Později od 14. do 16. století vznikala další významná díla jako válečný příběh Zádonština a Život Alexandra Něvského, historické dílo Kyjevská synopsis a cestopis Putování ruského kupce Afanasije Nikitina přes tři moře v 15. století do Indie.
V období středověku nabírá ruská literatura také silně náboženský charakter a přebírá některé elementy staroslověnské literatury. Klade přitom důraz kromě spirituality i na jednotu ruského národa a tvorbu jeho národní identity. Koncem 17. století se kromě staroruštiny začíná v písemnostech užívat i hovorové ruštiny a prvním dílem psaným hovorově rusky se stala autobiografie kněze Avvaka Petrova Život protopopa Avvakuma jím samým sepsaný, kde popisuje svůj život a také protestuje proti reformám Ruské církve z roku 1652.

## Literatura v době osvícenství (1700–1830)

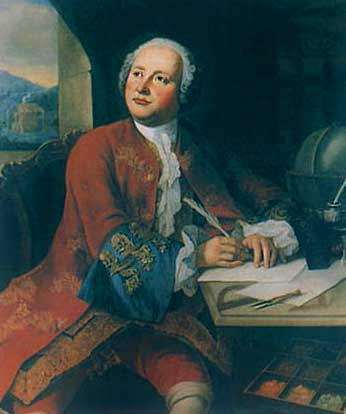
M. Lomonosov

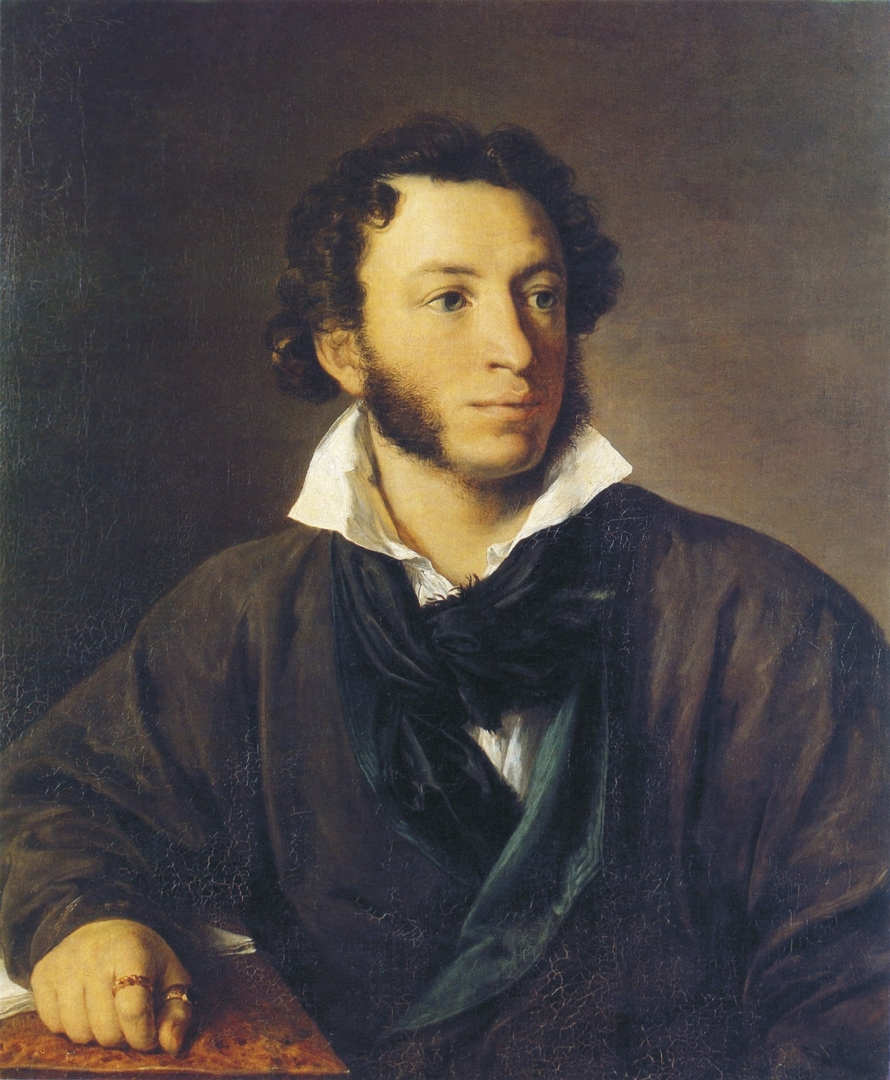
Alexandr Sergejevič Puškin

## Zlatý věk ruské literatury (1830–1900)

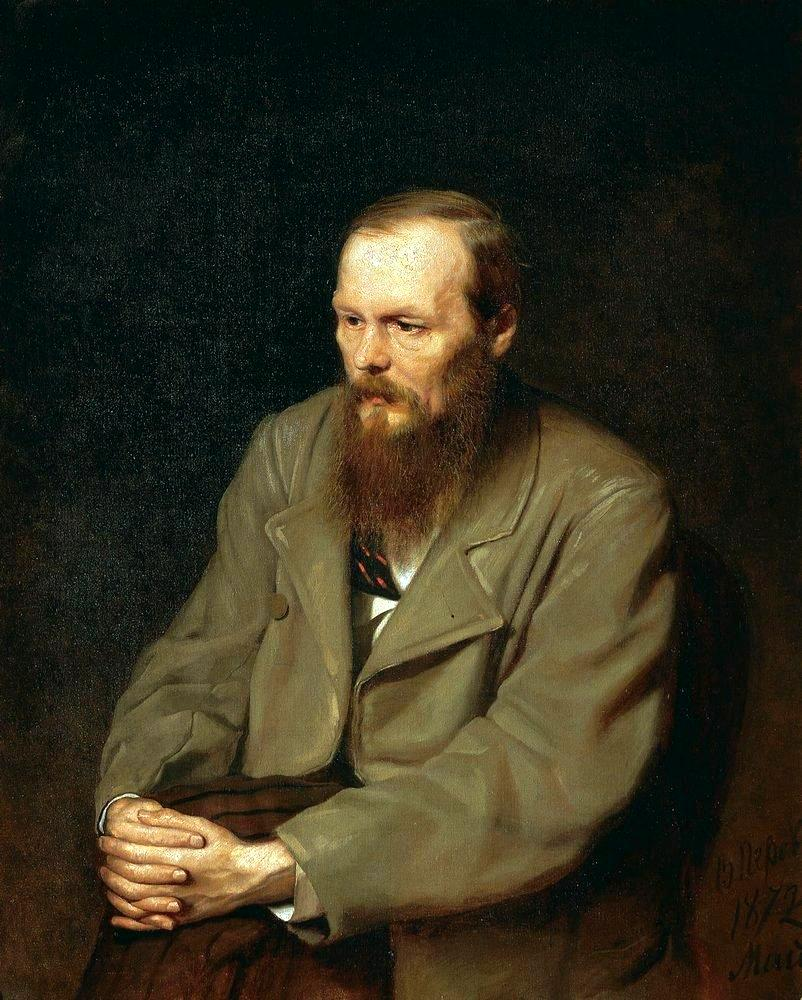
Fjodor Michajlovič Dostojevskij

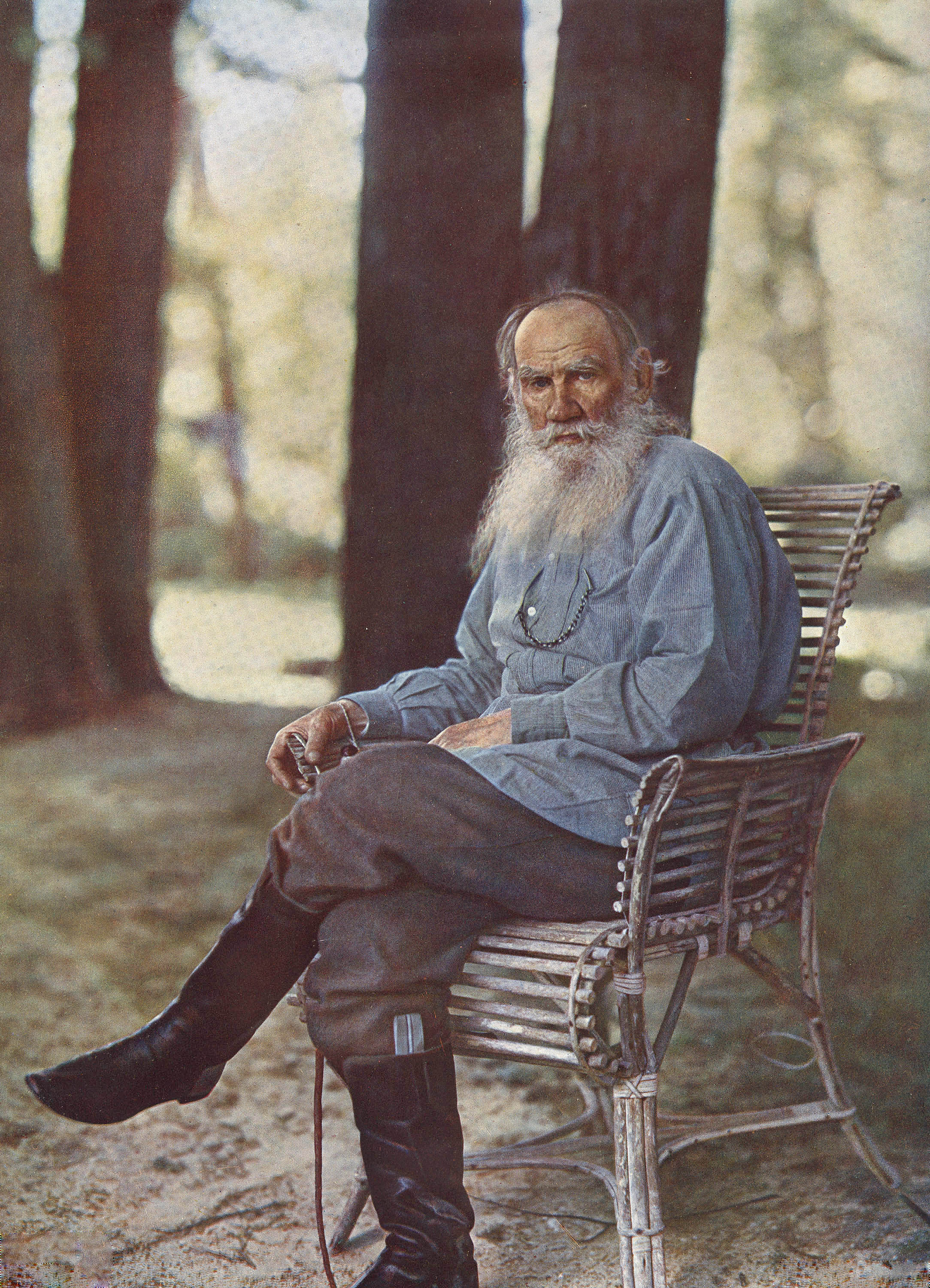
Lev Nikolajevič Tolstoj

## Předrevoluční (Stříbrný) věk (1900–1922)

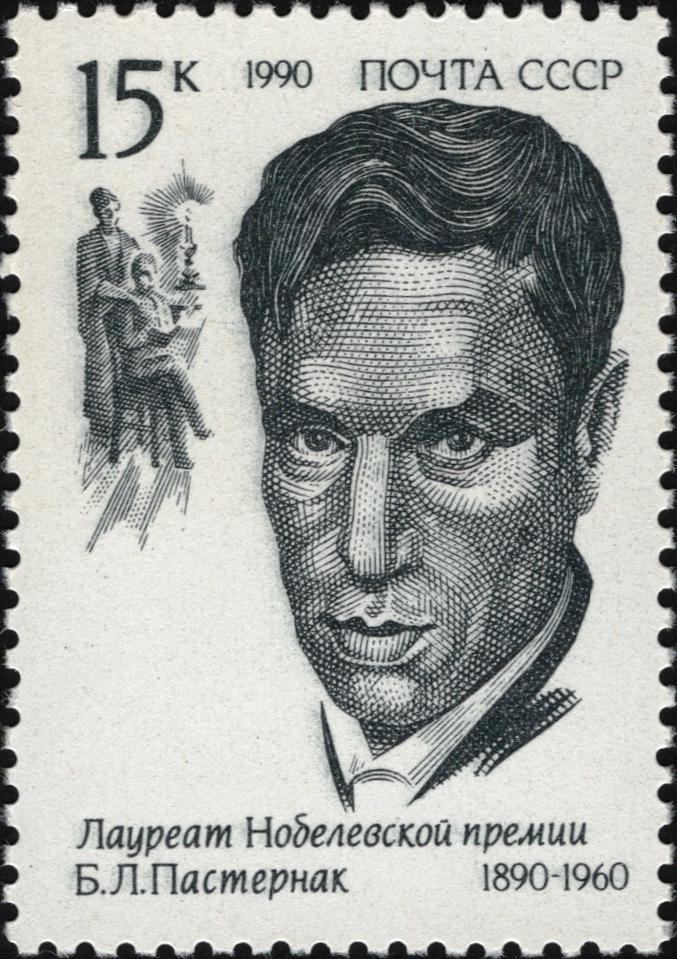
Boris Pasternak na známce

## Sovětská literatura (1922–1991)

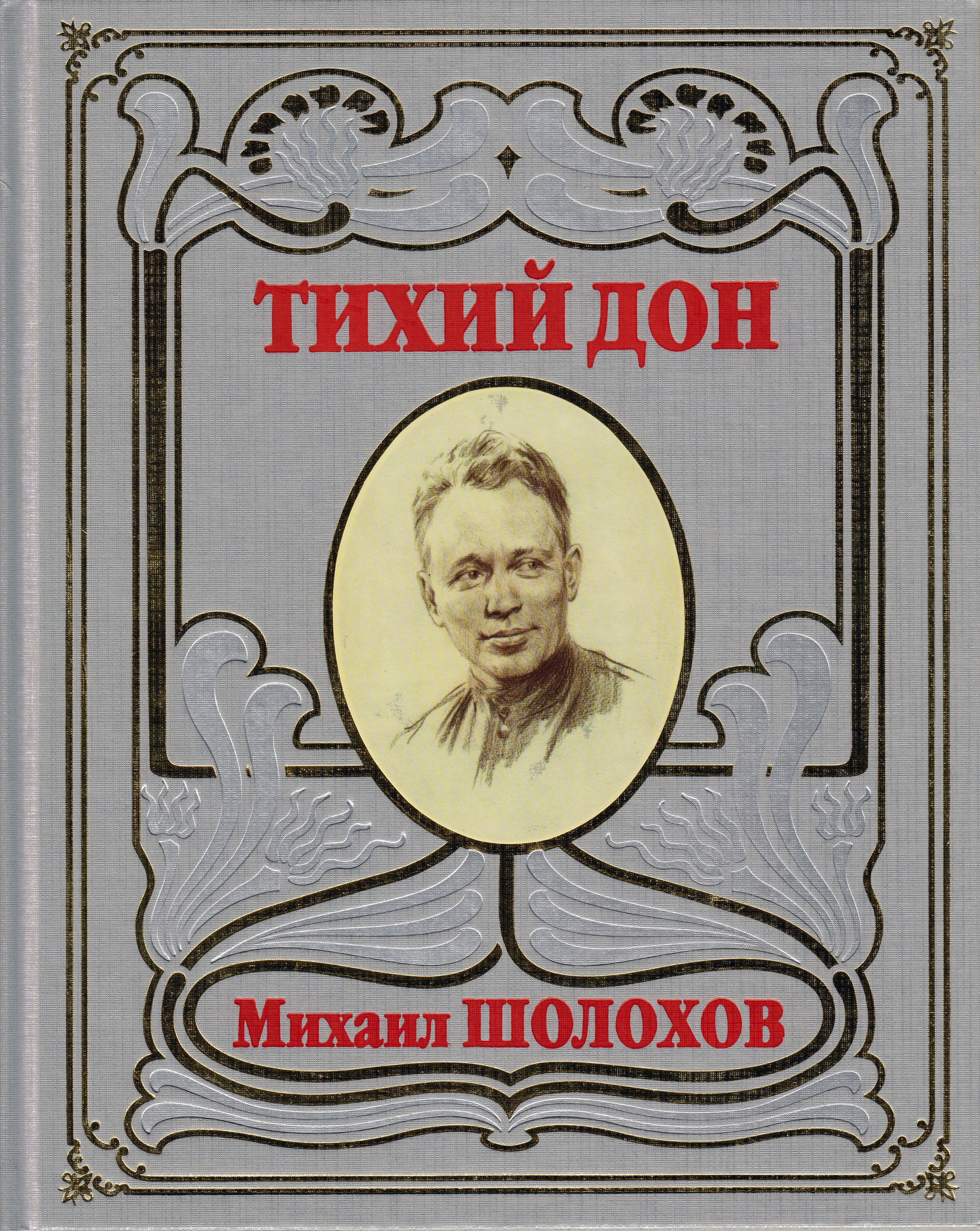
Obálka Šolochovova Tichého Donu

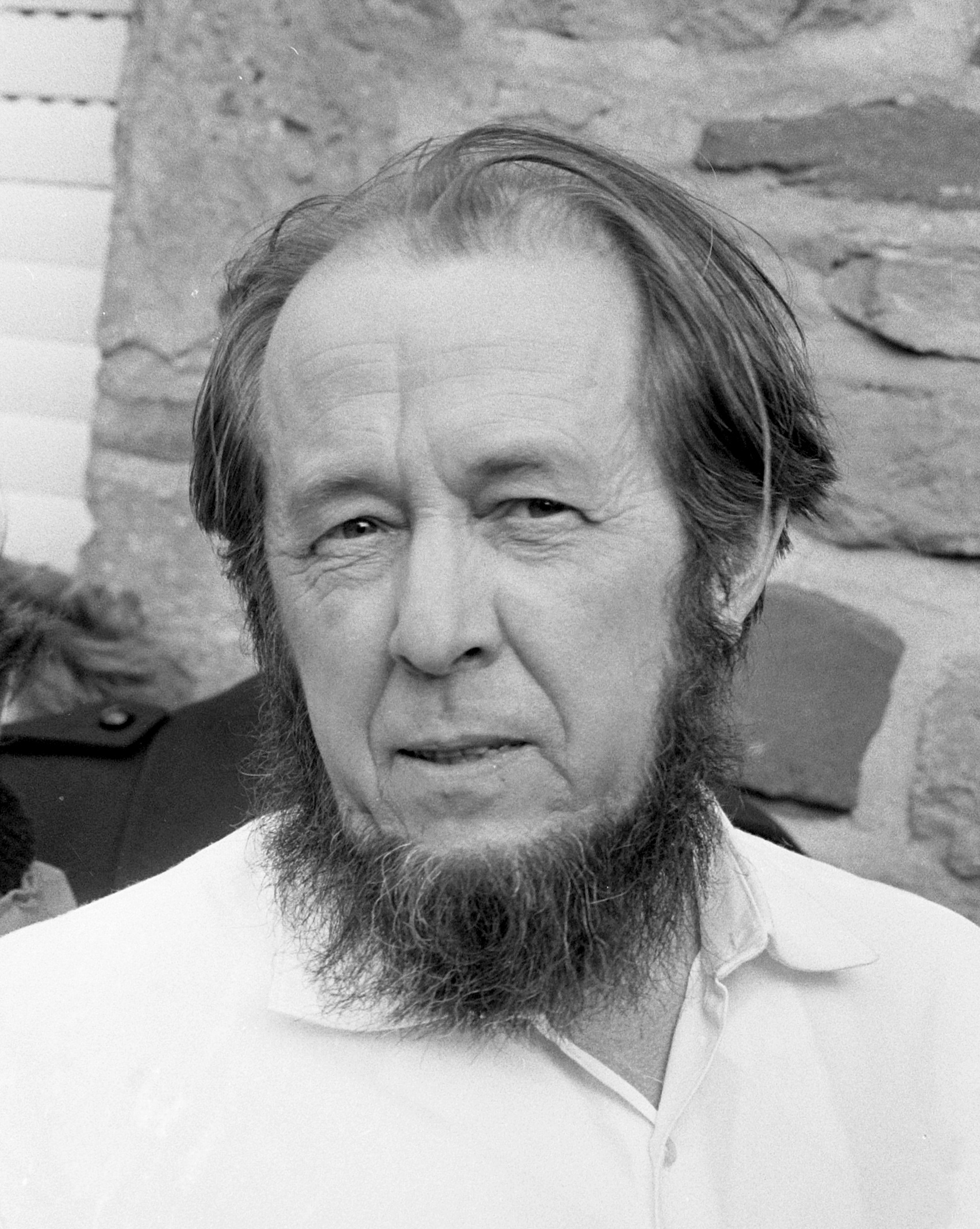
Alexandr Solženicyn

## Ruská literatura po roce 1991

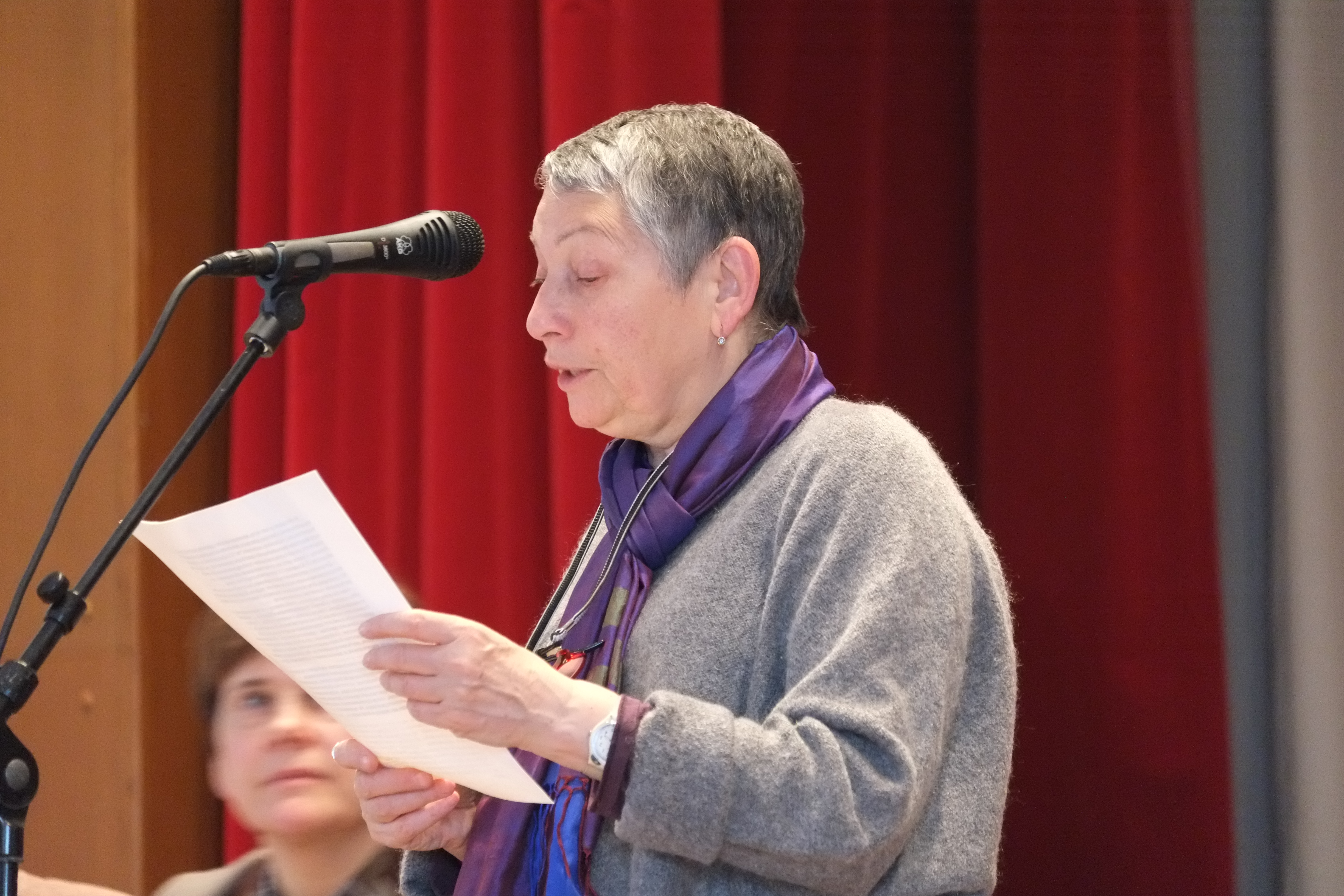
Ljudmila Ulická